# Будинок з химерами (Харків)
Будинок з химерами (Приватна жіноча гімназія) — історична будівля в центрі Харківа у стилі модерн з елементами англійської готики; знаходиться за адресою вулиця Чернишевська, 79. Архітектори будівлі Володимир Покровський, Петро Величко. Споруда є пам'яткою містобудування та архітектури місцевого значення № 7493-Ха.

## Історія
У 1900 році Володимир Покровський, який був на той час головним архітектором Харківської єпархії, почав проєктування цієї будівлі як приміщення для жіночої гімназії, зокрема й заради своїх молодших сестер, що навчалися. Новоствореною гімназією керувала старша сестра О. Покровська.
Будинок побудований у стилі модерн з елементами англійської готики, як і київський будинок з химерами. Початково будівля складалася з 6 поверхів та була оздоблена червоною цеглою.
У радянські часи, з 1920 по 1962 у приміщенні приватної гімназії Покровських розташовувалася восьмирічна школа.
З 1962 по 1973 тут розмістили вечірню школу робочої молоді.
Наприкінці 70-х років будівля майже на 15 років була закрита через аварійний стан. Потім вона була відреставрована і передана театральному факультету Харківському університету мистецтв імені І. Котляревського. У відновленні будівлі брали активну участь студенти, намагаючись якнайточніше зберегти первозданний вигляд Будинку з химерами.

## Цікаві факти
- Скульптурні елементи будівлі, крім лицарських гербів, химер, саламандр, вовків, містить також голови самого Покровського та його помічника техніка-архітектора Величка. Їх внесли в проєкт сестри Покровські без відома брата[3]. Скульптури архітекторів — відносно молодого Величка праворуч у вигляді середньовічного студіозуса-писаря і Покровського в окулярах зліва у вигляді професора-читця і понині визирають з-під балкона другого поверху.
- Спочатку Величко тримав у правій руці стилос або перо, щоб писати в книзі, яку тримає в правій руці. Між реставрацією 1990-х і 2003 роком предмет для писання був обламаний, і у 2000-х роках студенти на місце пера постійно вставляють сигарету[4].

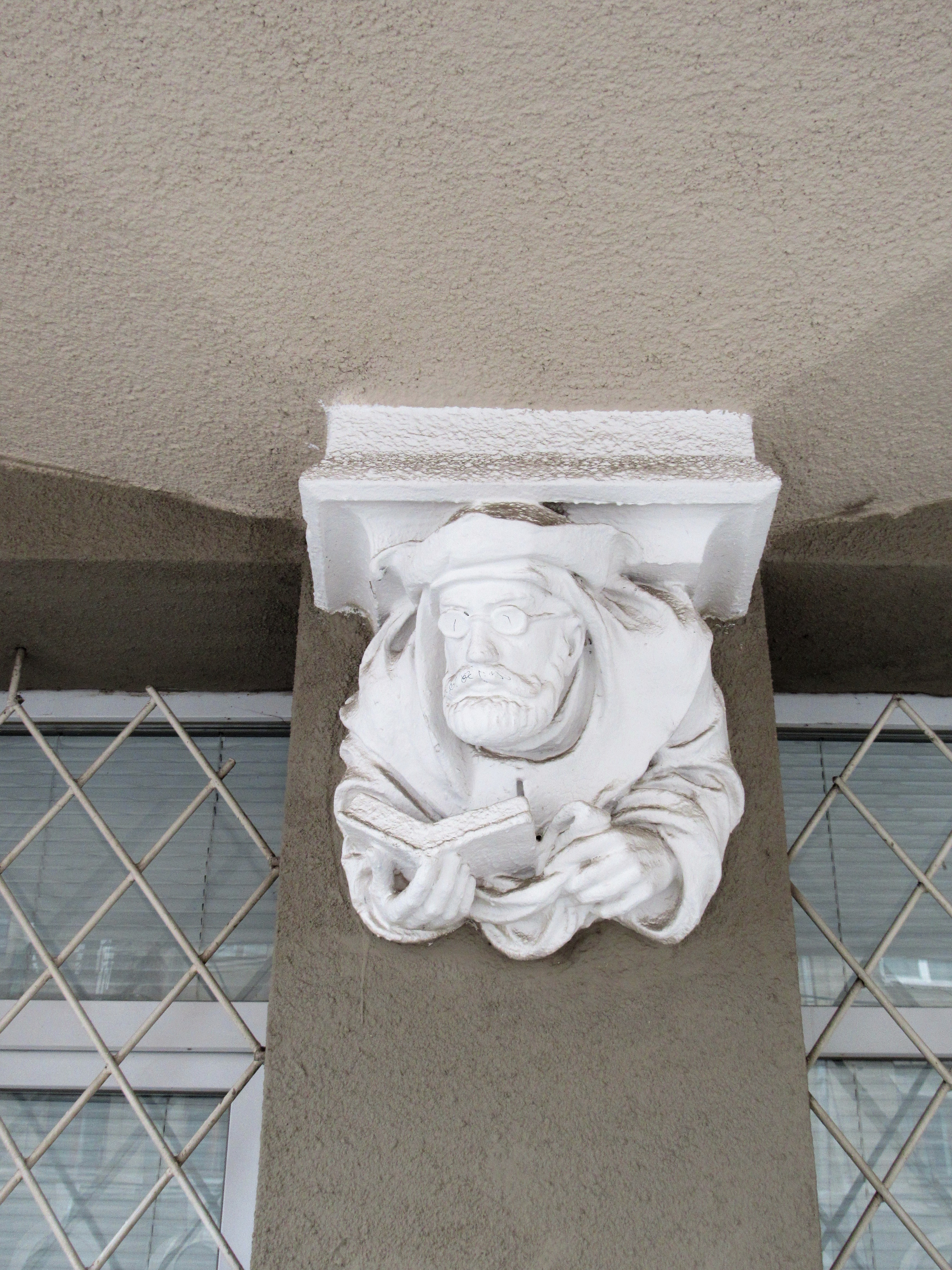
Скульптура архітектора Покровського
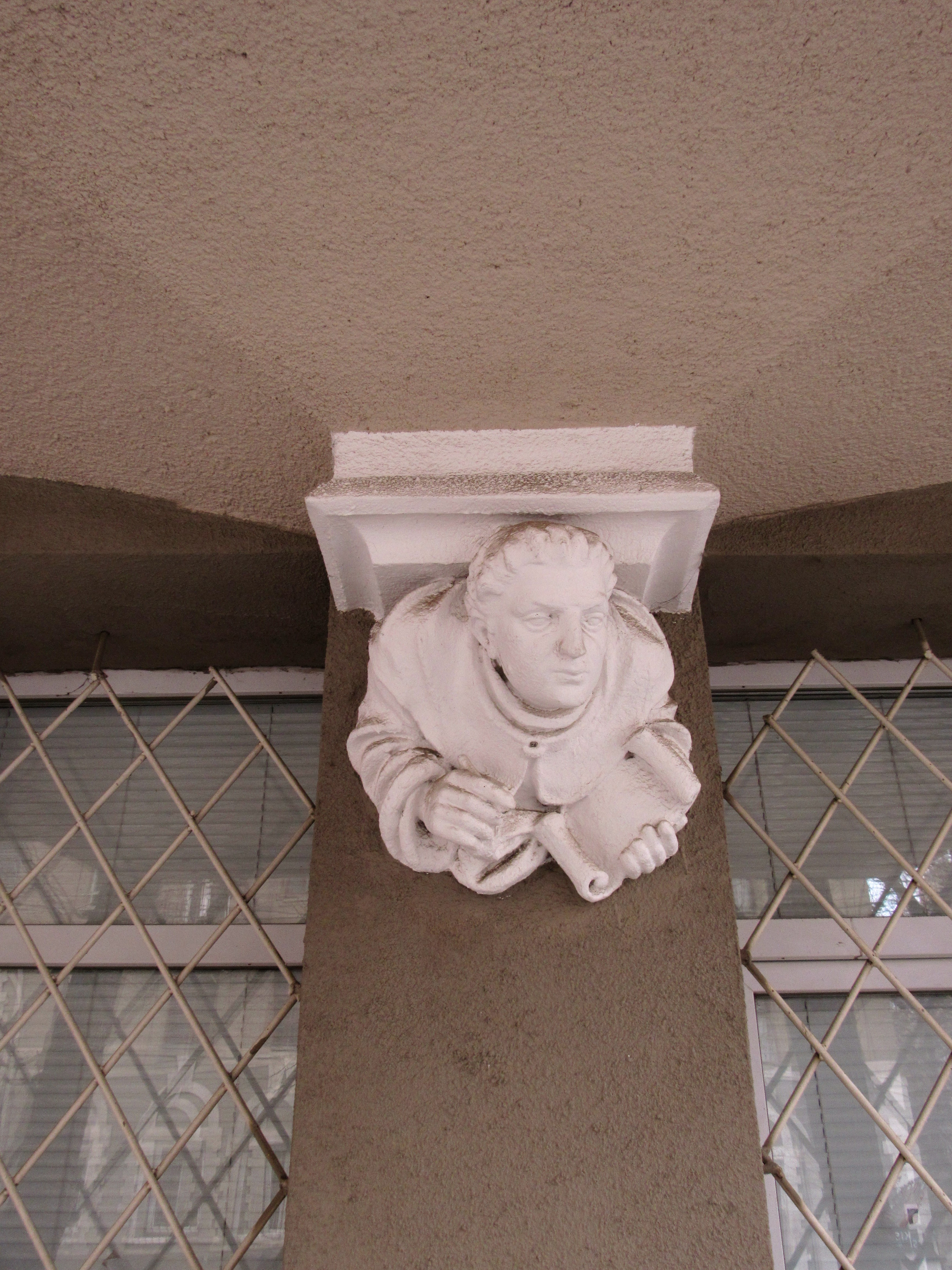
Скульптура архітектора Величка

- На рівні четвертого поверху симетричною, зліва і справа від центральної частини будівлі, видно створені в 1914 році дві зігнуті скульптури людиноподібних істот, які підпирають великі вертикальні колони фасаду. І тільки через 87 років після їх ліплення — після виходу на екран 2001 року фільму з трилогії Джона Толкієна «Володар перснів», — стало видно разючу подібність цих людиноподібних із персонажем фентезі Голлумом[5]. За цими скульптурами так і закріпилася назва «Горлуми» (лівий і правий). Крім того, у сучасних студентів театрального факультету стало заведено підфарбовувати нігті тому, до якого можна дотягнутися з вікна 4 поверху.

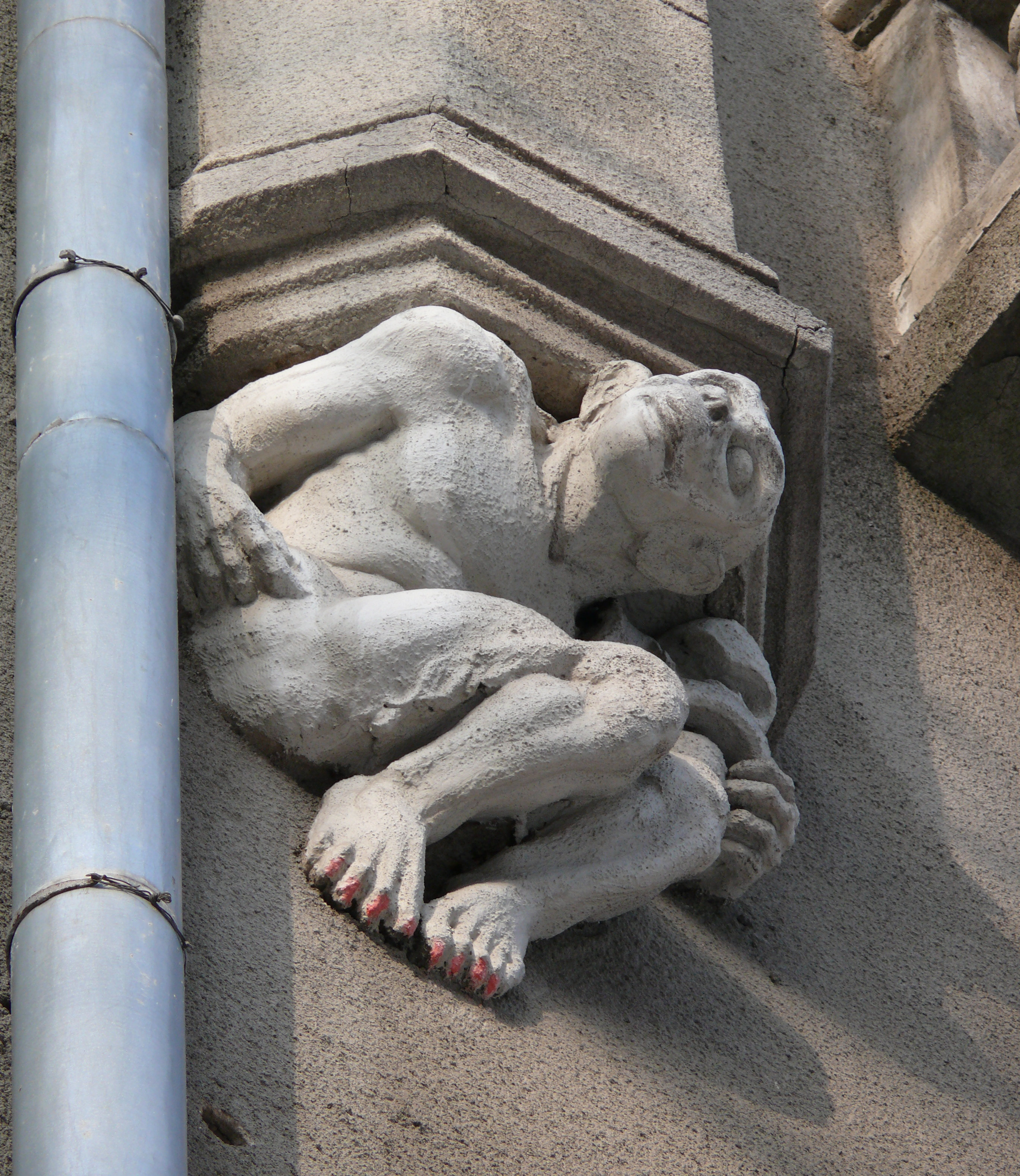
Лівий горлум
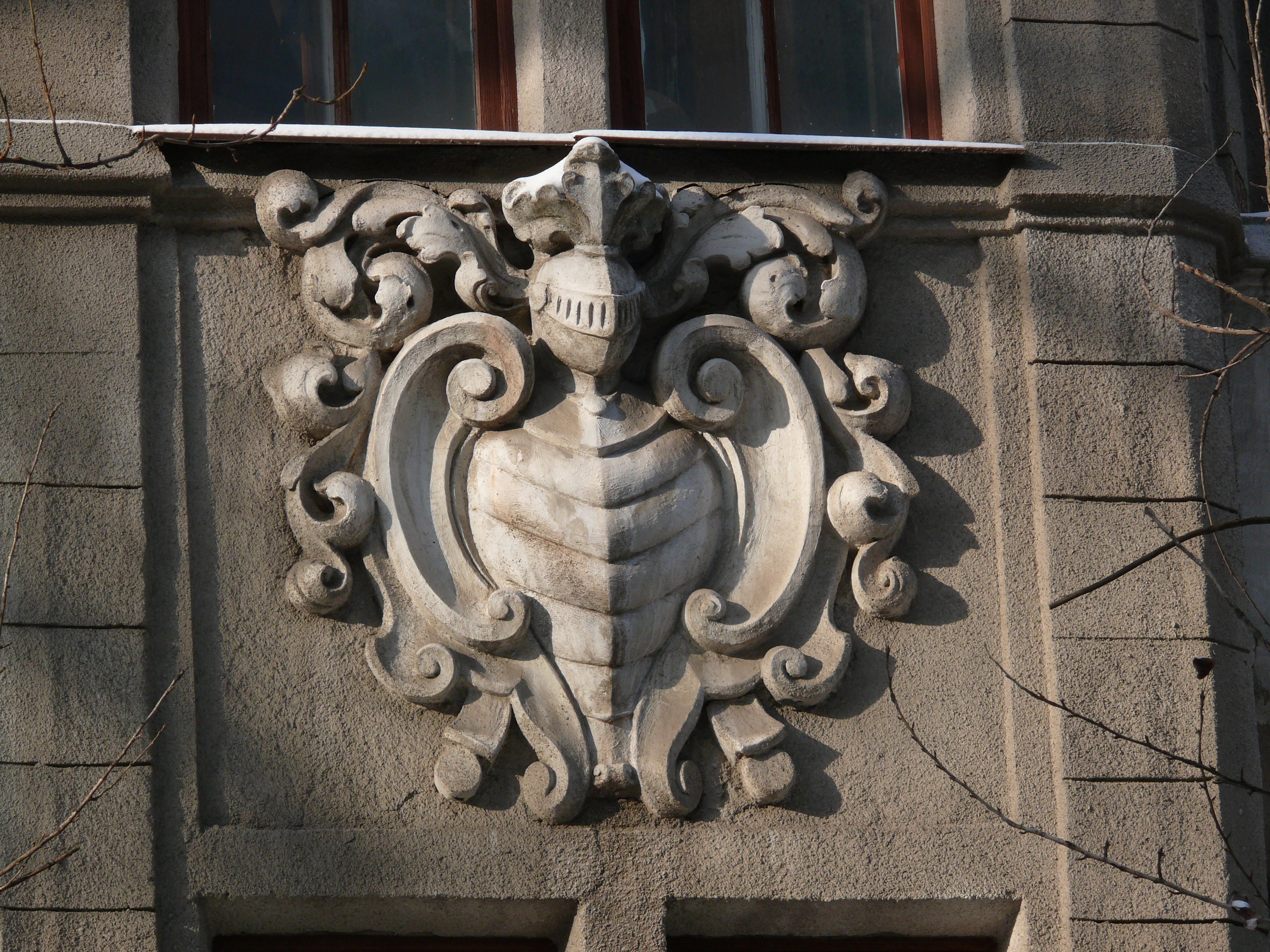
Лицарський герб посередині
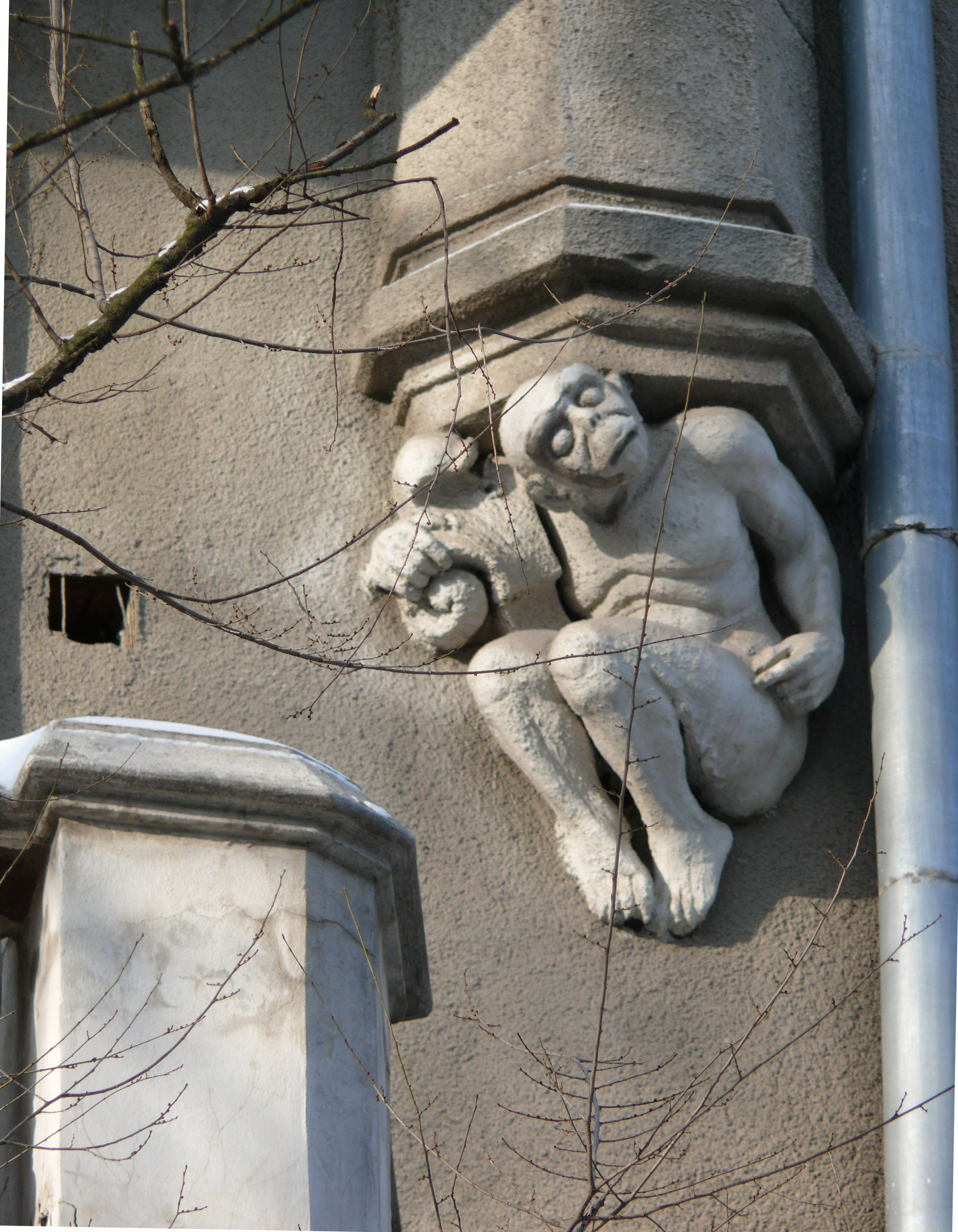
Правий горлум

- Перший офіційний футбольний матч пройшов у Харкові 8 травня 1910 року між першою та другою командами міста в майбутньому дворі цього будинку, де знаходилося стандартне футбольне поле, що простягалося до двору будинку професора медицини Павла Міхіна (Будинок чаю) на вулиці Мироносицькій 58/5[6][7].

## Галерея

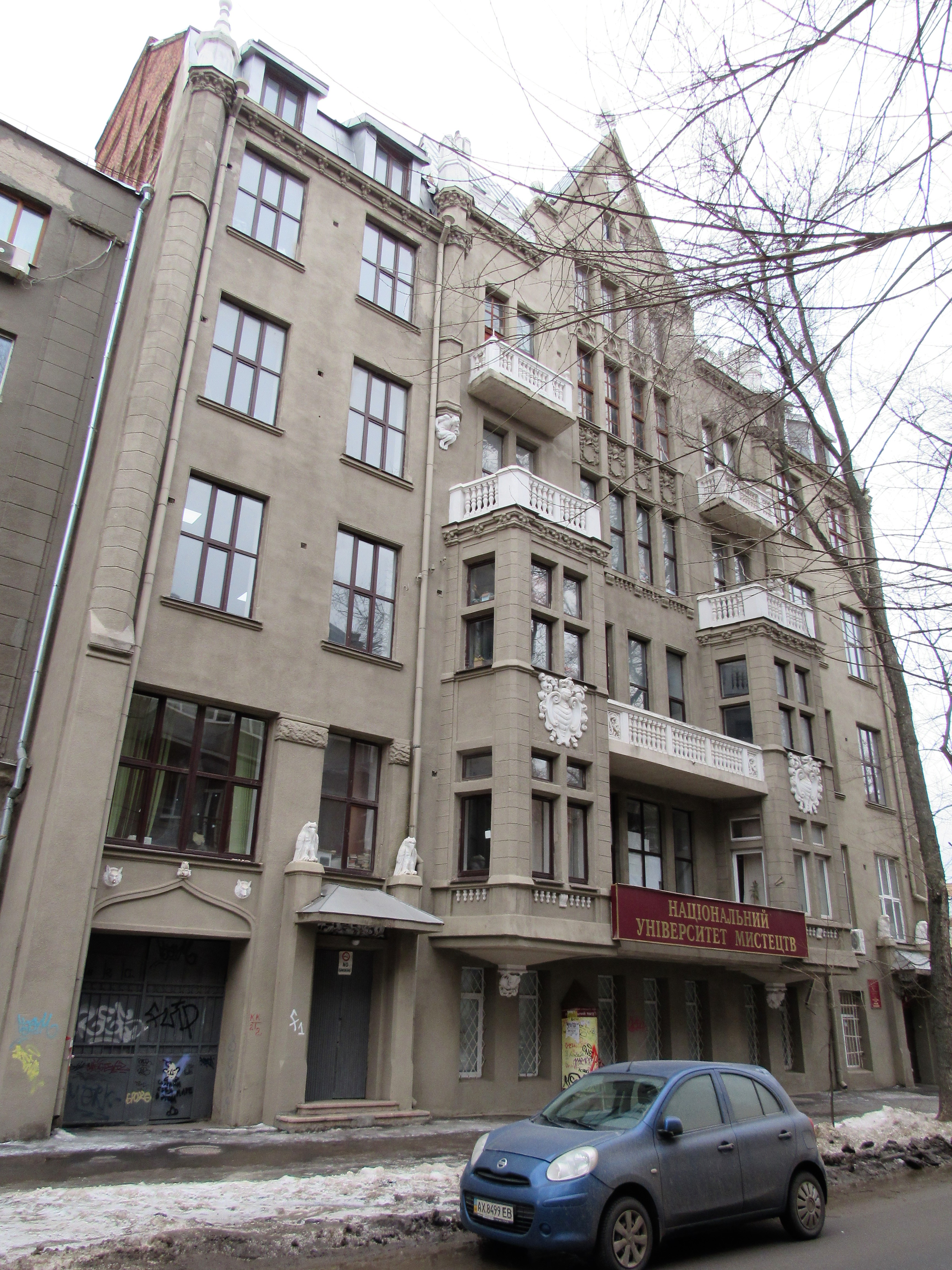
Загальний вигляд будинку
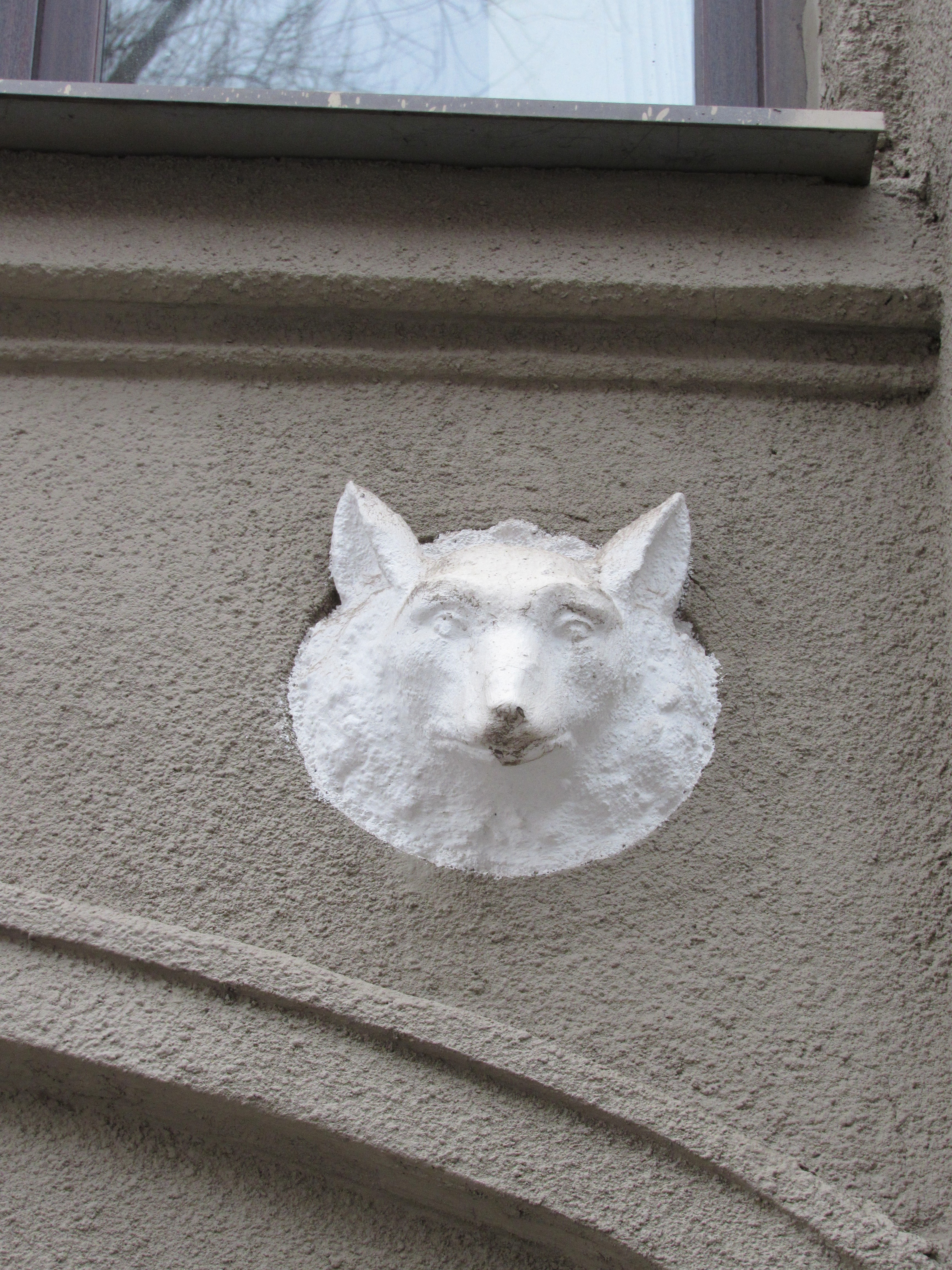
Голова над входом
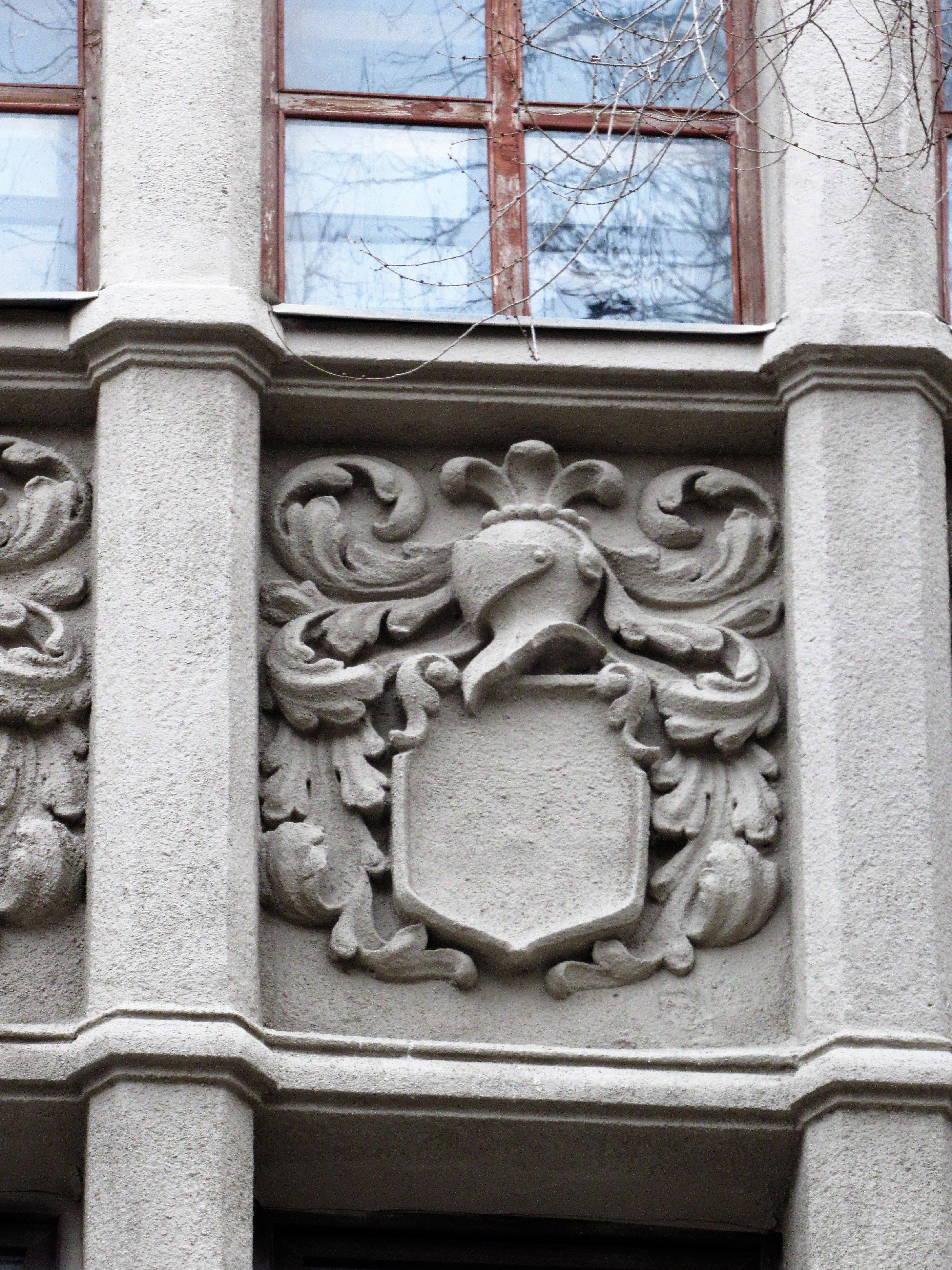
Деталі фасаду
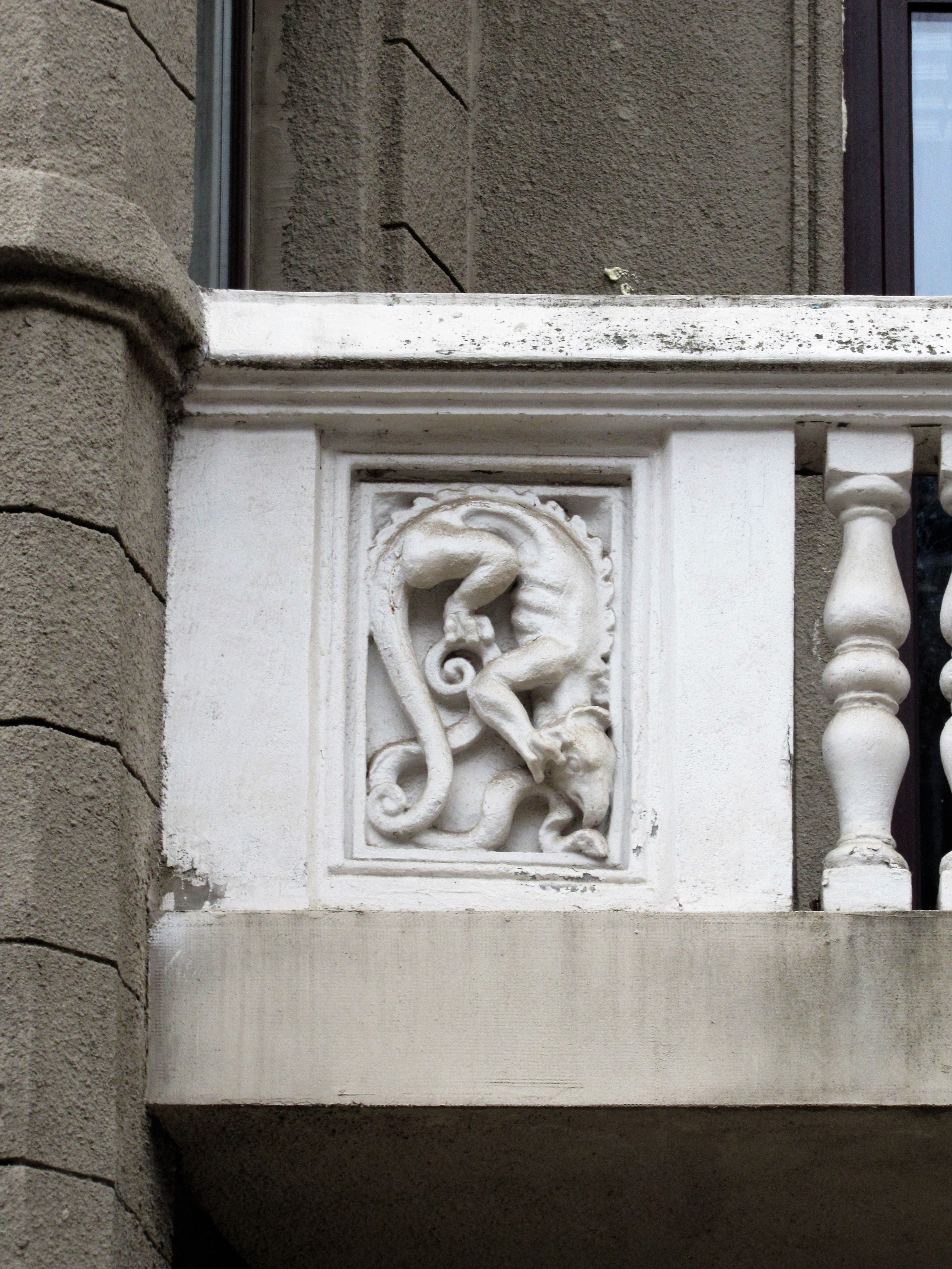
Ящір з головою птиці та змія
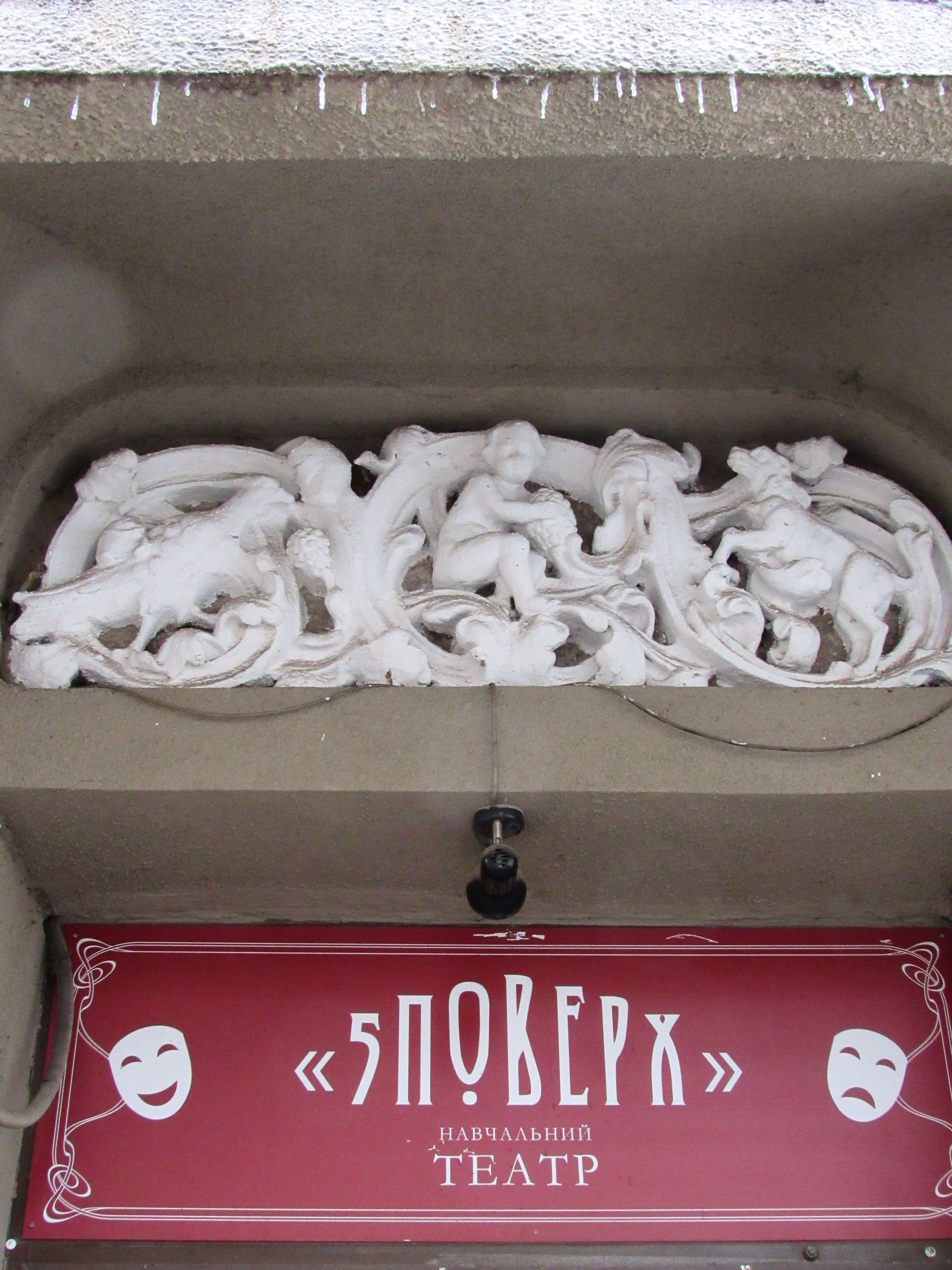
Ліпнина над входом
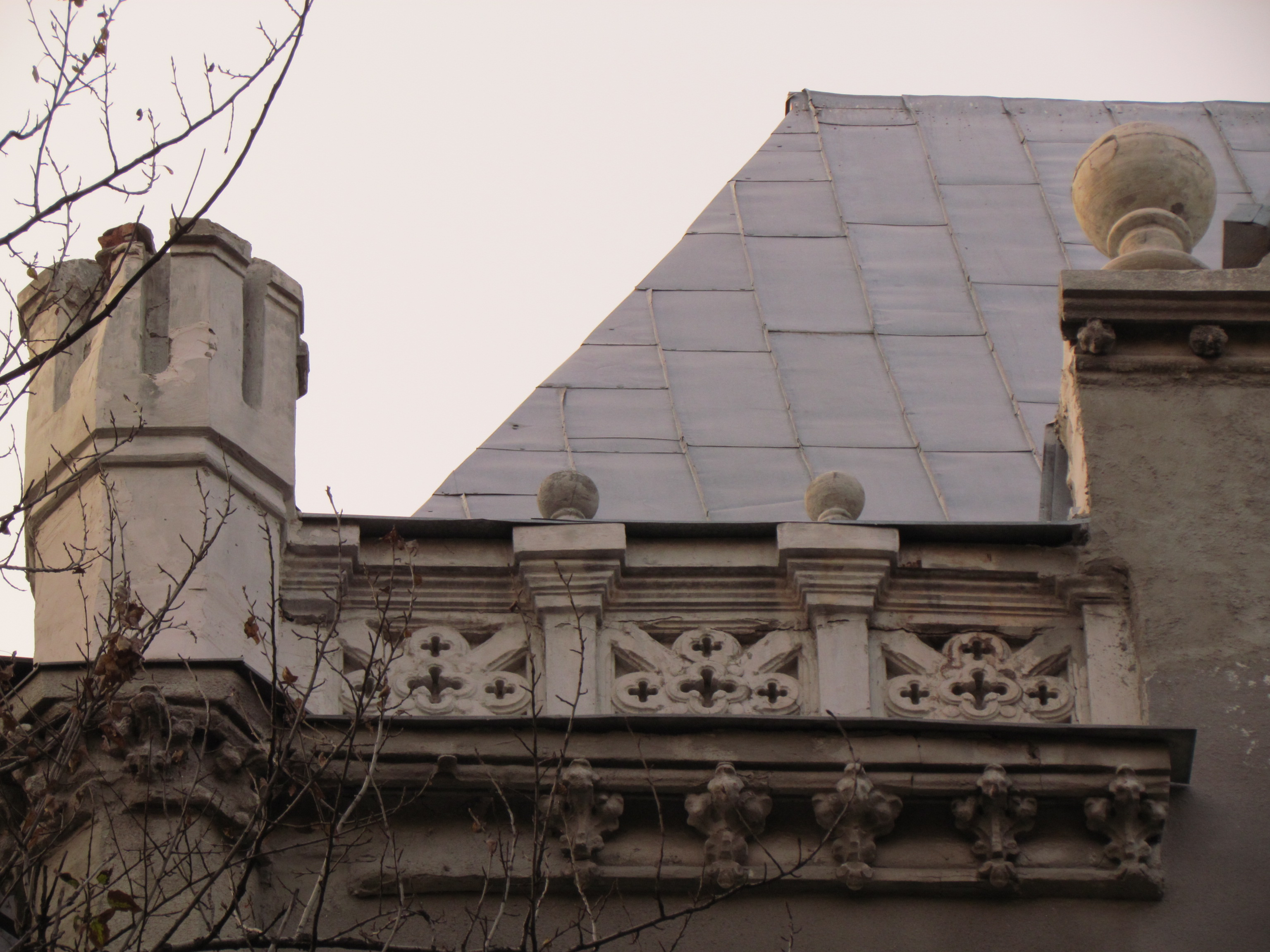
Балюстрада на даху
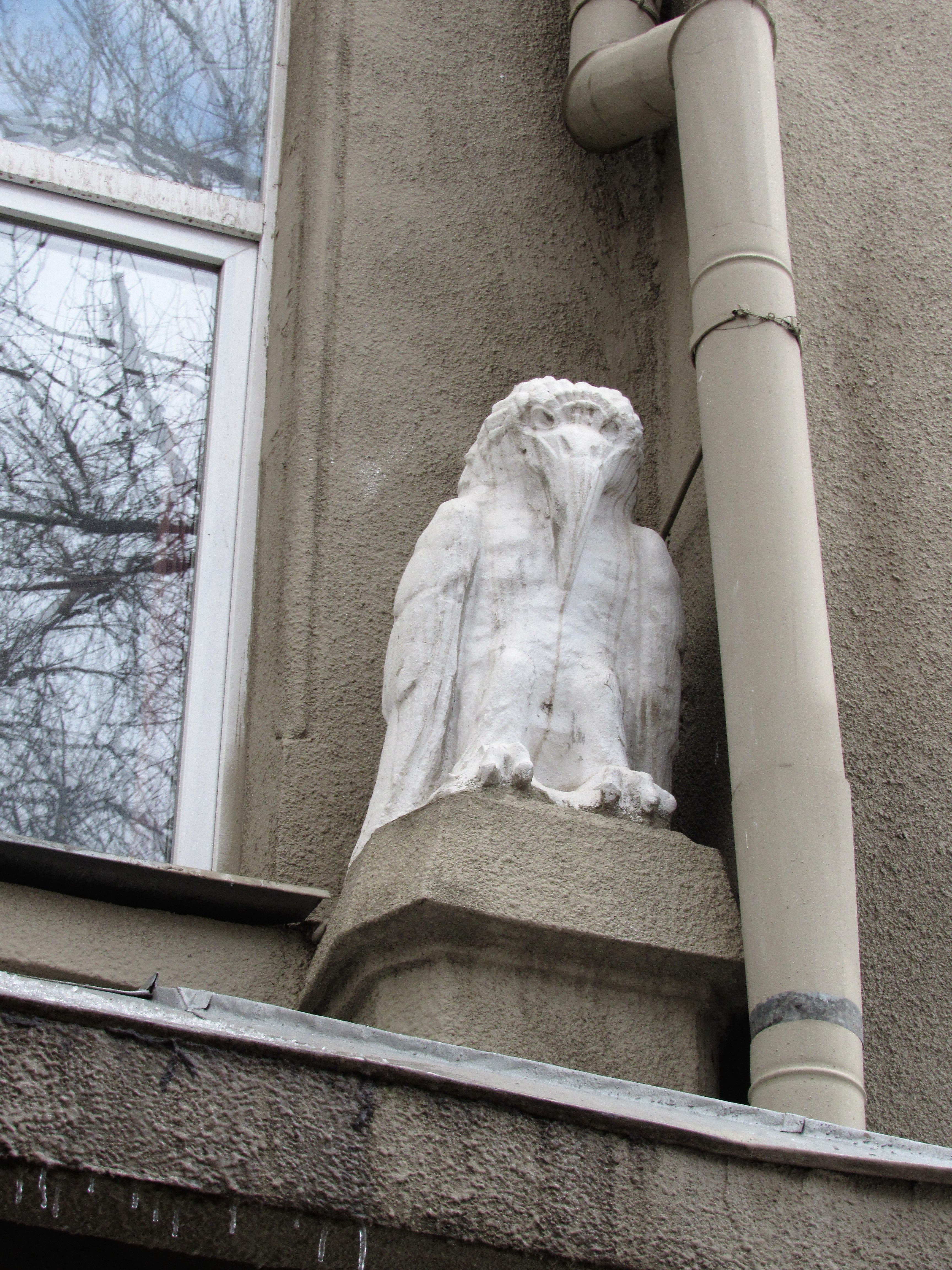
Скульптура ворона